# 埃及的科普特人
埃及的科普特人，指的是在埃及出生或居住的科普特人。
科普特人是埃及最大的民族宗教少數派。埃及最大的科普特基督教團體是亞歷山大科普特正教會，人口至少7,200,000，第二大的是科普特禮天主教會，人口161,000。埃及境內的科普特人口估計數字在9000000到15000000之間。

## 歷史
在穆斯林統治下，科普特人被從基督教的主流中分離出來，不得不遵守奧馬爾盟約，因而被賦予了齊米的地位。 
19世紀初，在穆罕默德·阿里帕夏的統治下，他們的地位大大改善。他廢除了吉茲亞稅，並允許科普特族參加軍隊。 1854年至1861年在位的科普特正教會教皇西里爾四世，改革教會，並鼓勵科普特人更廣泛參與埃及事務。1863-79年執政的伊斯梅爾帕夏進一步推動了科普特人參政。他任命了他們到埃及法院出任法官，並授予他們政治權利和代表權。他們在商業事務中蓬勃發展。
一些科普特人參加了埃及獨立運動，佔據了許多有影響力的職位。兩個重要的文化成就包括1910年科普特博物館的成立和1954年科普特高等研究所的成立。這一時期一些著名的科普特人思想家是薩拉馬·穆薩，路易·阿瓦德和瓦夫德黨秘書長馬克拉姆·伊巴迪帕夏。
1952年，賈邁勒·阿卜杜勒·納塞爾帶領一些軍官參加對法魯克國王的政變，推翻埃及王國並建立共和國。納賽爾的主流政策是阿拉伯民族主義和社會主義。納賽爾的國有化政策嚴重影響了科普特人，儘管他們只佔人口的10-20％。此外，納賽爾的泛阿拉伯政策破壞了科普特人對阿拉伯之前的埃及的強烈依戀和認同感，當然還有他們的非阿拉伯身份，導致建造教堂許可，與基督教宗教法庭一起被關閉。

## 法老主義
許多科普特知識分子堅持“法老主義”，其中指出科普特文化主要來自前基督教的埃及法老文化，它賦予埃及科普特人深厚歷史和文化的底蘊。法老主義在20世紀初被科普特人和穆斯林學者廣泛使用，它幫助彌合了這些群體之間的鴻溝。但是，今天一些西方學者認為，法老主義主要是東方主義晚期形成和發展，並且懷疑它的有效性。

## 在埃及的歧視和迫害
埃及的信仰自由受到政府政策的不同程度的阻礙。作為埃及最大宗教少數派的科普特基督教徒也受到負面影響。納賽爾領導的1952年政變後，科普特人面臨越來越多的邊緣化問題。直到最近，基督徒甚至在教堂裡進行小修葺還是需要獲得總統的批准。儘管2005年該法律通過將批准權下放給州長而得到緩解，但科普特人在建設新教堂方面繼續面臨許多障礙和限制。這些限制不適用於建造清真寺。
科普特人社區一直是仇恨犯罪的目標，導致科普特人成為伊斯蘭極端分子謀殺的受害者。最重要的是2000-01 El Kosheh襲擊事件，穆斯林和基督徒在發生爭執後爆發了流血的宗教間衝突。“在開羅以南440公里（270英里）的埃爾沙鎮發生暴力事件後，有20名基督徒和1名穆斯林遇害。國際基督教關注組織報告說，2001年2月，穆斯林焚燒了一座新的埃及教堂和35名基督徒的家園，2001年4月，一名14歲的埃及基督教女孩被綁架，因為她的父母被認為窩藏了一個從伊斯蘭教轉變為基督徒的穆斯林。
在2006年，有一人襲擊了亞歷山大三座教堂，造成一人死亡，5-16人受傷。攻擊者與任何組織都沒有關聯，並被內政部描述為“心理紊亂”。2010年5月，“華爾街日報”報導了穆斯林針對科普特民族的暴力襲擊事件。儘管瘋狂呼籲幫助，俎警方通常在暴力結束後才抵達。警方還強迫科普特人接受與他們的襲擊者“和解”，以免起訴他們，沒有穆斯林因任何襲擊而被定罪。在馬特魯港，3 000名貝都因人穆斯林暴徒試圖攻擊該市的科普特人，400名科普特人不得不把自己反鎖在教堂裡，而暴徒摧毀了18所房屋，23家商店和16輛汽車。
美國國會議員表達了對科普特婦女和女孩被綁架，被迫皈依伊斯蘭教，性剝削和強迫與穆斯林男子結婚表示關切。
布特羅斯·布特羅斯-加利是科普特人，擔任埃及總統沙達特的外交部長。今天，埃及政府內閣只有兩名科普特人：財政部長優素福·布特羅斯·加利和環境部長馬格德·喬治。目前，25人中有一名科普特省州長，即基納省省長，幾十年來第一位科普特省州長。此外，非常成功的商人和世界上最富有的100人之一的那古布·萨维里斯是科普特人。 
2002年，在穆巴拉克政府的領導下，科普特聖誕節（1月7日）被確認為正式節日。然而，許多科普特人仍然抱怨在執法，國家安全和公職方面只有最低限度的代表性，並且因為他們的宗教信仰而受到歧視。但大多數科普特人不支持把科普特人從大多數埃及人中分離出去。
根據人權觀察所說，雖然宗教自由得到了埃及憲法的保障，“埃及人能夠毫無困難地皈依伊斯蘭教，但皈依基督教的穆斯林在獲得新的身份證件方面面臨困難，一些人因涉嫌偽造這樣的文件而被捕”。公職人員的自保，加劇了法律規定承認宗教變革所需的法律程序的複雜性。安全機構有時會聲稱，這種從伊斯蘭教到基督教的轉變（或偶爾反過來）可能會引發社會動盪，從而證明自己只是採取措施防止發生可能的社會問題。
1897年的埃及人口普查報告城市非穆斯林的比例為14.7％（13.2％的基督徒，1.4％的猶太人）。99年後1986年的埃及人口普查報告稱，城市省份的非穆斯林人口比例為6.1％（5.7％的基督徒，0％猶太人）。猶太人代表權的消失是通過以色列建國和隨後埃及猶太人移民來解釋的，但埃及基督徒百分比下降55％則沒有解釋。有人提出，1952年以後舉行的埃及人口普查已被政治化，代表基督徒人口不足。
2013年8月，即在2013年埃及政變後1個月，軍方與穆爾西支持者之間的衝突之後，在埃及的科普特教堂和機構普遍遭到遜尼派穆斯林襲擊。至少有一位埃及學者（塞繆爾塔德羅斯）認為，襲擊是自14世紀以來對科普特教會最嚴重的暴力事件。
今日美國報”報導說：“四十個教堂遭到搶劫和焚燒，另有23個教堂遭到襲擊和嚴重破壞”。記者Kirsten Powers稱，穆斯林兄弟會的自由和正義黨的Facebook頁面“充斥著對科普特人的仇恨和誣告”。該黨的網頁聲稱，科普特教會宣布“對伊斯蘭教和穆斯林進行戰爭”，並且“教會教宗參與罷免了第一個當選的伊斯蘭主義總統。亞歷山大科普特正教會的教宗聲稱伊斯蘭教的教法是倒退，固執，和反動的。
2016年2月25日，埃及法院裁定四名科普特基督徒青少年因模仿穆斯林祈禱屬蔑視伊斯蘭教。